# برابانتس بييل 2021
برابانتس بييل 2021 (بالفرنسية: Flèche brabançonne 2021)‏ هو سباق دراجات هوائية، وهو الموسم رقم 61 من السباق، وأقيم في 14 أبريل 2021، وامتدّ لمسافة 202.2 كيلومتر، وهو أحد سباقات سلسلة سباقات الاتحاد الدولي للدراجات للمحترفين 2021، وقد شارك في السباق 158 متسابقاً ووصل إلى نهايته 112 متسابقاً.
فاز فيه بالمركز الأول توم بيدكوك، وبالمركز الثاني فاوت فان آرت، وبالمركز الثالث ماتيو ترينتين.

## الفرق
| فرق عالمية (17)- AG2R Citroën Team - Bora-Hansgrohe - Bahrain Victorious - Cofidis - Deceuninck-Quick Step - EF Education-Nippo - Groupama-FDJ - Ineos Grenadiers - Intermarché-Wanty-Gobert Matériaux - Israel Start-Up Nation - Lotto Soudal - Team BikeExchange - Team DSM - Jumbo-Visma - Qhubeka Assos - Trek-Segafredo - UAE Team Emirates فرق برو (6)- Alpecin-Fenix - 2021 بي آند بي هوتيلز ‏ - بنجوال دبليو بي 2021 ‏ - سبورت فلاندرين بالويس 2021 ‏ - Total Direct Énergie - أونو اكس برو سايكلنج تيم 2021 ‏ |  |
| |  |

## التصنيف العام النهائي
| التصنيف العام         | التصنيف العام       | التصنيف العام   | التصنيف العام      | التصنيف العام     |
| العداء                | العداء              | البلد           | الفريق             | الوقت             |
| --------------------- | ------------------- | --------------- | ------------------ | ----------------- |
| 1                     | توم بيدكوك          | المملكة المتحدة | Ineos Grenadiers   | 4 س 36 دقيقة 27 ث |
| 2                     | فاوت فان آرت        | بلجيكا          | Jumbo-Visma        | + 0 ث             |
| 3                     | ماتيو ترينتين       | إيطاليا         | فريق الإمارات      | + 2 ث             |
| 4                     | Ide Schelling ‏      | هولندا          | بورا هانسغروه      | + 7 ث             |
| 5                     | توم سكوجين          | لاتفيا          | تريك سيغافريدو     | + 7 ث             |
| 6                     | روبرت ستانارد       | أستراليا        | Team BikeExchange  | + 7 ث             |
| 7                     | ديلان تيونز         | بلجيكا          | Bahrain Victorious | + 7 ث             |
| 8                     | بينوا كوسنيفروي     | فرنسا           | AG2R Citroën       | + 7 ث             |
| 9                     | Oscar Riesebeek ‏    | هولندا          | Alpecin-Fenix      | + 7 ث             |
| 10                    | Andreas Leknessund ‏ | النرويج         | Team DSM           | + 12 ث            |
| مصدر: ProCyclingStats |                     |                 |                    |                   |

## وصلات خارجية
- الموقع الرسمي
- لمحة عن سباق برابانتس بييل 2021 على موقع  ProCyclingStats   (برو  سايكلنج  ستاتس) - إحصاءات  محترفي  الدراجات.
- برابانتس بييل 2021 على موقع إحصائيات الدراجات الإحترافية (الإنجليزية)